# Turkse landmacht
De Turkse landmacht (Turks:Turk Kara Kuvvetleri) maakt weer op z'n beurt weer deel uit van de Turkse strijdkrachten, die officieel op 8 november 1920 werd opgericht door de Grote Nationale Vergadering.
Mustafa Kemal Atatürk en zijn mannen namen als eerste de leiding over het nieuwe moderne Turkse leger, opgebouwd uit de restanten van de Osmaanse legers. Tegenwoordig is de Turkse landmacht samen met de overige departementen het op een na grootste leger binnen de NAVO.
In 2008 was de samenstelling van de Turkse landmacht als volgt:

## Eerste Turkse Leger

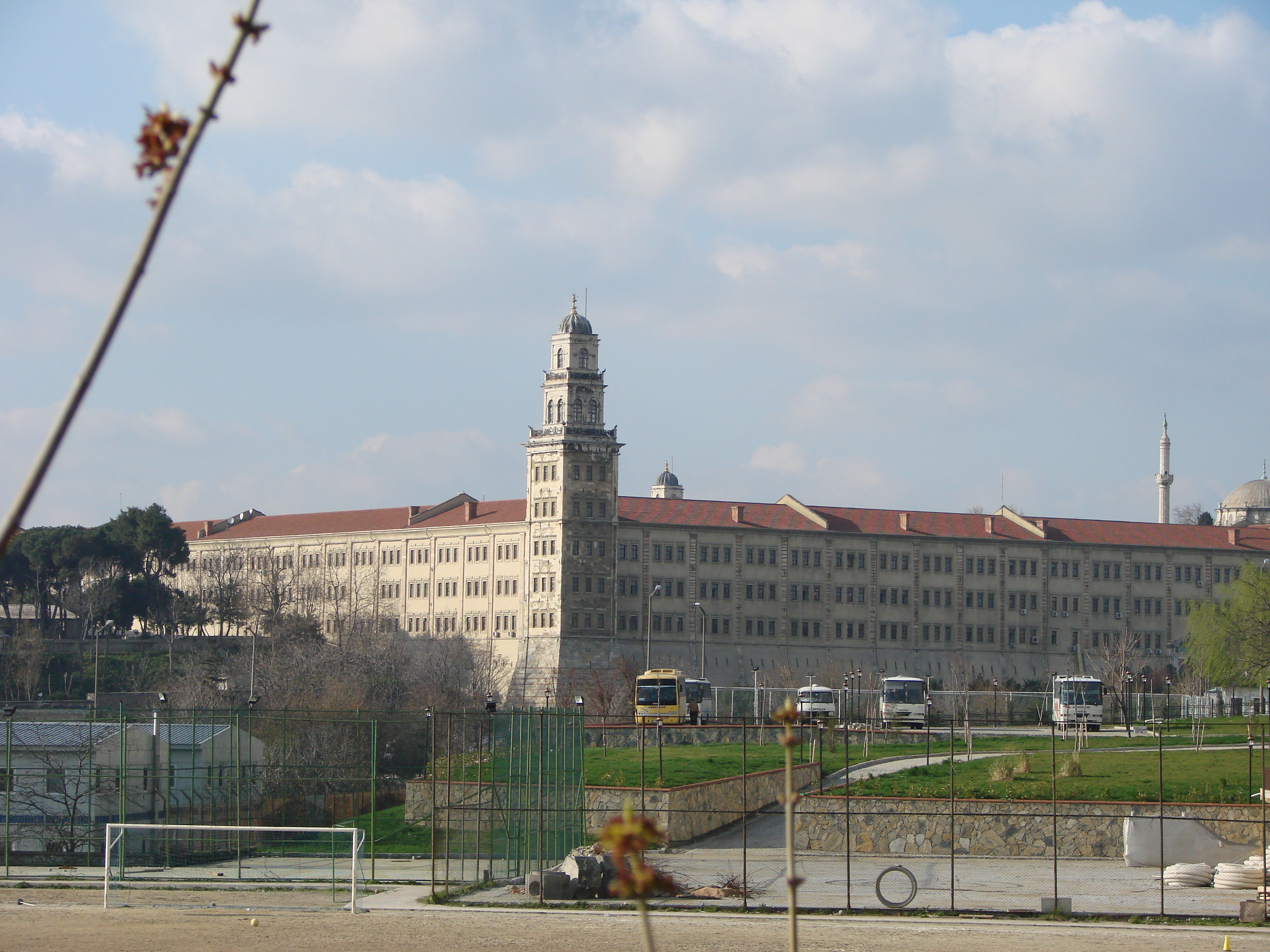
De Selimiyekazerne in Istanboel

Het Eerste Turkse Leger is gestationeerd in de Selimiyekazerne, Istanboel

### 2e Legerkorps
Het 2e Legerkorpst heeft zijn hoofdkwartier in Gelibolu, Çanakkale/Edirne
- 4e Gemechaniseerde Infanteriebrigade (Keşan, Edirne)
- 18e Gemechaniseerde Infanteriebrigade (Ortaköy, Çanakkale)
- 54e Gemechaniseerde Infanteriebrigade (Edirne)
- 55e Gemechaniseerde Infanteriebrigade (Suloğlu, Edirne)
- 65e Gemechaniseerde Infanteriebrigade (Lüleburgaz, Kirklareli)
- 102e Artillerieregiment (Keşan, Edirne)

### 3e Legerkorps
Het 3e Legerkorpst heeft zijn hoofdkwartier in Şişli/ Istanboel (NAVO Rapid Deployable Corps - Turkije, verantwoordelijk voor SACEUR)
- 52e Tactische Pantserdivisie
  - 1e Pansterbrigade (Hadımkoy/ Istanboel)
  - 2e Pansterbrigade (Kartal/Istanboel)
  - 66e Gemotoriseerde Infanteriebrigade (Hasdal/Istanboel)

### 5e Legerkorps
Het 5e Legerkorpst heeft zijn hoofdkwartier in Çorlu/ Tekirdağ
- 3e Pantserbrigade (Çerkezköy/ Tekirdağ)
- 95e Pantserbrigade (Malkara/Tekirdağ)
- 8e Gemechaniseerde Infanteriebrigade (Tekirdağ)
- 105e Artillerieregiment

## Tweede Turkse Leger
Het Tweede Turkse Leger heeft zijn hoofdkwartier in Malatya

### 6e Legerkorps
Het 6e Legerkorpst heeft zijn hoofdkwartier in Adana
- 5e Pantserbrigade (Gaziantep)
- 39e Gemechaniseerde Infanteriebrigade (İskenderun/Hatay)
- 106e Artillerieregiment

### 7e Legerkorps
Het 7e Legerkorpst heeft zijn hoofdkwartier in Diyarbakır
- 3e Tactische Infanteriedivisie Hoofdkwartier (Yüksekova/Hakkari)
  - 10e Gemotoriseerde Infanteriebrigade (Tatvan/Bitlis)
  - 16e Gemechaniseerde Infanteriebrigade (Bilgekışla/ Diyarbakır)
  - 70e Gemechaniseerde Infanteriebrigade (Kızıltepe/Mardin)
  - 6e Gemotoriseerde Infanteriebrigade (Akçay/Şırnak)
  - 23e Binnenlandse veiligheidsbrigade (Silopi/ Sirnak)
- 107e Artillerieregiment
- 2e SF Regiment (Mardin)

### 8e Legerkorps
Het 8e Legerkorpst heeft zijn hoofdkwartier in Elazığ
- 20e Pantserbrigade (Şanlıurfa)
- 172e Pantserbrigade (Silopi)
- 108e Artillerieregiment

### 1e Commandobrigade
Gelegerd in Kayseri (daarnaast is er een Parachutistenbrigade van de luchtmacht gelegerd in Kayseri)

### 3e Commandobrigade
Gelegerd in Siirt

### Hakkari Berg- en Commandobrigade
De Hakkari Berg- en Commandobrigade is gelegerd in Hakkâri

## Derde Turkse Leger
Het Derde Turkse Leger heeft zijn hoofdkwartier in Erzincan

### 4e Legerkorps
Het 4e Legerkorpst heeft zijn hoofdkwartier in Ankara
- 28e Gemechaniseerde Infanteriebrigade (Mamak/Ankara)
- 1e Gemotoriseerde Infanteriebrigade (Sakarya)
- 58e Artilleriebrigade (Polatlı/Ankara)
- Trainingsdivisie/Pantserschool (Etimesgut/Ankara)

### 9e Legerkorps
Het 9e Legerkorpst heeft zijn hoofdkwartier in Erzurum.
- 4e Pantserbrigade (Palandöken/Erzurum)
- 1e Gemechaniseerde Infanteriebrigade (Doğubeyazıt/Ağrı)
- 12e Gemechaniseerde Infanteriebrigade (Ağrı)
- 14e Gemechaniseerde Infanteriebrigade (Kars)
- 25e Gemechaniseerde Infanteriebrigade (Ardahan)
- 2e Gemotoriseerde Infanteriebrigade (Rize)
- 9e Gemotoriseerde Infanteriebrigade (Sarıkamış)
- 34e Binnenlandse veiligheidsbrigade (Patnos/Ağrı)
- 48e Binnenlandse veiligheidsbrigade (Trabzon)
- 49e Binnenlandse veiligheidsbrigade (Bingol)
- 51e Binnenlandse veiligheidsbrigade (Hozat/Tunceli)
- 59e Training Artilleriebrigade (Erzincan)
- 109e Artillerieregiment

### 2e Commandobrigade
Gelegerd in Bolu

### 4e Commandobrigade
Gelegerd in Tunceli

### Ongeïdentificeerde SF Regimenten
Gelegerd in Gökçeada en Bozcaada

## Egeïsche Leger
Het Egeïsche Leger heeft zijn hoofdkwartier in İzmir
- 11e Gemotoriseerde Infanteriebrigade (Denizli)
- 19e Gemotoriseerde Infanteriebrigade (Edremit/Balıkesir)
- 1e Trainings Infanteriebrigade (Manisa)
- 3e Trainings Infanteriebrigade (Antalya)
- 57e Artilleriebrigade (İzmir)

## Turkse Legermacht in Noord-Cyprus
In 1974 bezetten Turkse troepen Noord-Cyprus. Het garnizoen bestaat tegenwoordig uit circa 17.000 manschappen, verdeeld over de volgende eenheden:
- 11e Legerkorps
- 14e Pantserbrigade Based in (Asya)
- 28e Gemechaniseerde Infanteriedivisie (Gazimağusa)
- 39e Gemechaniseerde Infanteriedivisie (Güzelyurt)
- Cyprus SF Regiment

De Republiek Cyprus en de internationale gemeenschap beschouwen het als een illegale bezettingsmacht, en haar aanwezigheid is veroordeeld in verschillende resoluties van de Veiligheidsraad van de Verenigde Naties.
Turkse landmacht · Turkse luchtmacht · Turkse marine · Turkse gendarmerie · Turkse kustwacht